# Азартні ігри в Монако
Азартні ігри в Монако — це легальна сфера бізнесу в Монако, що приносить економіці країни суттєвий прибуток. Прямо чи опосередковано сфера казино 2013 року принесла Монако 86 % прибутку.

## Історія
Монте-Карло в Монако був ігровою столицею Європи та світу задовго до появи казино в Лас Вегасі та Макао. Це надзвичайно маленьке місце, де проживає 30 тис. жителів.

### Ранні роки
В середині XIX століття князівському дому Грімальді, керівної династії незалежної карликової держави Монако, загрожувало банкрутство. Бунтівна комуна Ментон і його частина, село Рокбрюн-Віллаж, отримали статус французької території 1848 року. Ставши незалежними від Монако, вони відмовилися платити запроваджений Грімальді податок на оливкову олію і фрукти. Кароліна Жибер, дружина принца Флорестана I, запропонувала залучити іноземні фінанси, побудувавши казино «на водах». Вона ж запропонувала назвати одну з областей Монако на честь сина.
Карл III погоджується й наслідує приклад герцога Фердинанда, що перетворив Бад-Хомбург на гральний центр Європи. 14 грудня 1856 року він відкриває гральний будинок в Villa Bellevu — це помітний особняк у кварталі Кондамін. Його господарями стають журналісти Леон Ланглуа і Альбер Обер. Однак, нерозвинена інфраструктура на ділянці Ніцца — Монако перешкоджає приїзду гостей, і 1857 року казино доводиться продати. Новим господарем стає землевласник з Мерти, пан Дюваль, активний гравець грального дому в Фраскаті. Йому дістається й земельна ділянка з оливковим садом на плато над бухтою Спелюг. Наступного року там на пагорбі Спелюг Карл закладає перший камінь майбутнього казино. І ділянка переходить у власність наступного невдалого інвестора.
Ле Фебр насамперед налагоджує пароплавне повідомлення Ніцца — Монако. Пароплав «Карл Третій» курсує двічі на день. Починається будівництво казино, цьому сприяє дешевизна землі і робочих рук у князівстві. Ділянку землі під готель Ле Фебр купує на бартерних умовах — за столовий сервіз на дванадцять персон. Справи в князівстві йдуть вкрай погано, і інвестиції не окупаються — хоча перший невеликий прибуток казино приносить власнику 1859 року. Ле Фебру доводиться відійти від справ, не закінчивши будівництво. Раніше Кароліна відправляє свого секретаря до Німеччини, починаючи листування з Франсуа Бланом.
Мадам Блан переконує директора казино в Бад-Хомбург втілити подібний проєкт у Монако. 1863 року власник монополії на рулетку нарешті погоджується допомогти і підписує «Статут Товариства морських купань і Кружка іноземців». Товариству передається весь туристичний бізнес Монако, в тому числі казино. Франсуа Блан виступає інвестором і отримує концесію на експлуатацію казино протягом 50 років із зобов'язанням відраховувати щорічно 10 % доходів до казни князівства Монако.
Франсуа Блан будує казино на старому місці, приділяючи максимум уваги висвітленню казино в пресі та місцевій інфраструктурі. 1866 року колишній пустельний пагорб Делюг отримав назву на честь самого принца — Монте-Карло перекладається як Гора Карла. За три роки казино приносить небувалий прибуток, який дозволила скасувати пряме оподаткування громадян Монако і обов'язкову військову службу.
Слава Монте-Карло поширюється Європою. 1869 року казино приймає в 170 тис. відвідувачів. 1871 року в Німеччині забороняють азартні ігри, після чого Монте-Карло стає гральною столицею Європи.
1878 року овдовіла Марі Блан звертається до Шарля Гарньє з пропозицією побудувати оперу Монте-Карло, спроєктувати будівлю казино йому допомагає Жюль Лорен Дютру. Будівництво триває півроку, в ньому беруть участь 400 робітників.
Шарль Гарньє на той момент знаний як архітектор Гранд-Опери в Парижі. Франсуа Блан дав французькому уряду позику в п'ять млн золотих франків, які дозволили відкрити театр Гранд-Оперу 1875 року. Таким чином, комплекс Монте-Карло став другим спільним проєктом Шарля Гарньє і подружжя Блан. Будівлю казино було оформлено в тому ж розкішному стилі, що й паризьку оперу. З'явився готель, не виходячи з якого можна потрапити до казино, і театр, фасадом звернений до Середземного моря.

## Сучасність
В Монте-Карло діють чотири казино:
- Casino de Monte Carlo
- Casino Le Café de Paris[3]
- Monte Carlo Bay Casino
- Sun Casino

Для участі в іграх, відвідувач має пред'явити ідентифікаційні документи з фото та сплатити 10 євро за вхід за одну персону або 7 євро за кожного учасника групи. Мінімальна ставка в казино становить 5 євро, максимальна — 2000 євро. У приватних ігрових кімнатах мінімальна ставка сягає 10 євро, а максимальні ставки необмежені. До участі в іграх допускаються гравці віком від 18 років.
Суттєвого впливу на іднустрію розваг та азартних ігор у Монако завдала пандемія COVID-19. Лише за перший квартал Casino de Monte-Carlo заявило про зменшення виручки: було отримано 45,1 млн євро, що на 74 % менше, ніж 176 млн, отриманих за цей період 2019 року. Загалом, дохід від ігор в усіх казино Монте-Карло знизився на 84,5 %, до 9,6 млн євро у порівнянні з 61,7 млн євро за перші півроку 2019 року. При цьому, 2019 року загальна виручка казино країни виросла на 18 %.